# 蔻瑪尼文化景觀
蔻瑪尼文化景觀（英語：Cultural landscape）為一處位於南非西北部北開普省的文化景觀，緊鄰波札那與纳米比亚，面積9,591平方公里。是蔻瑪尼人從石器時代至今在此地生活的地方。
2017年聯合國教科文組織将蔻瑪尼文化景觀登记為世界遗产，是为南非第六個文化遗产。世界遺產委員會指出，蔻瑪尼文化景觀位於廣闊的沙漠中，包含了從石器時代至今人類生活的痕跡。當地遊牧民族蔻瑪尼人發展一套獨特的民族植物學、文化習俗與世界观。蔻瑪尼文化景觀見證該地區數千年來的生活方式。

## 遺產內容
「蔻瑪尼文化景觀」遺產位於南非北開普省北端，喀拉哈里沙漠南端，遺產劃定保護的區域達9,591平方公里，全區在喀拉哈里大羚羊國家公園之內，緊鄰波札那與纳米比亞，當地擁有豐富的岩刻，是蔻瑪尼人從石器時代至今在此地生活的地方。
蔻瑪尼人以前是遊牧民族，以狩獵和採集為生。面對在喀拉哈里沙漠極端的環境條件，他們利用特殊的方式來保存稀缺的水資源，在極端惡劣的環境中尋找食物。蔻瑪尼人發展出一套獨特的民族植物學、文化習俗與世界觀。蔻瑪尼人將自己視為自然的一部分，在人類、植物和動物之間存在著相互尊重的關係。「蔻瑪尼文化景觀」遺產內保存許多人類從石器時代棲息至今的證據，見證蔻瑪尼人的生活方式與其數千年來的演化過程。

## 歷史沿革
蔻瑪尼人是說科伊科伊语的桑族人，他們是南非的原住民，其獨特的狩獵採集文化可以追溯到2萬多年前，他們的基因起源可以追溯到100多萬年前。
大約2千年前，科伊科伊人從波札那與纳米比亞向南遷徙，將桑族人從沿海地區趕到內陸地區。16世纪至17世纪間，隨著歐洲探險家與定居者到來，將桑族人原本居住的地區劃分許多永久產權農場，桑族人被迫移至其他的公共土地上。在1931年喀拉哈里大羚羊國家公園成立後，這些人的處境更加艱難，他們被允許住在國家公園內的特定區域，但失去狩獵與管理牲畜的權利。許多人因生計困難被迫遠離家園，至其他地方工作。1995年12月蔻瑪尼人聚落要求政府，歸還他們國家公園內約40萬公頃的土地，經過漫長的法律程序，政府於1999年3月將6處合計34,728公頃土地的轉移給蔻瑪尼桑族人共同財產協會（The ‡Khomani San Common Property Association）。
20世纪起的現代化包括住宅開發、大規模農業，以及當地被劃入國家公園範圍內，嚴重破壞蔻瑪尼人的傳統文化。但景觀內的文化聯繫依舊存在，今日，蔻瑪尼人正積極地恢復過去民族的記憶、生活實踐與文化傳統，南非桑族研究所（The South African San Institute）和其他機構持續蒐集蔻瑪尼人的歷史文化，透過故事記錄知識體系、語言和口述歷史。

## 世界遺產登錄
2017年7月，第41屆世界遺產委員會於波兰克拉科夫召開，由南非申報的項目「蔻瑪尼文化景觀」經大會通過，成為南非第6個文化遺產，編號為1545。
世界遺產委員會指出，蔻瑪尼文化景觀位於南非北部邊境，緊鄰波札那與納米比亞。當地廣闊的沙漠中包含了從石器時代至今人類生活的痕跡。遊牧民族蔻瑪尼人發展一套獨特的民族植物學、文化習俗和與其環境地理特徵相關的世界觀。蔻瑪尼文化景觀見證該地區數千年來的生活方式。
该世界遗产被认为满足世界遺產登錄基準中的以下基準而予以登錄：
- （v）代表某一个或数个文化的人类传统聚落或土地使用，提供出色的典范－特别是因为难以抗拒的历史潮流而处于消灭危机的场合。
- （vi）具有显著普遍价值的事件、活的传统、理念、信仰、艺术及文学作品，有直接或实质的连结（世界遗产委员会认为该基准应最好与其他基准共同使用）。

| 世界遺產編號 | 名稱           | 所在地                    | 保護範圍    | 緩衝範圍 |
| ------------ | -------------- | ------------------------- | ----------- | -------- |
| 1545         | 蔻瑪尼文化景觀 | 25°41'15.4"S 20°22'28.5"E | 959,100公頃 |          |